# Jeza u noći
Jeza u noći (eng. Play Misty for Me) psihološki je triler Clinta Eastwooda iz 1971. i njegov redateljski debi. Originalnu glazbu za film skladao je Dee Barton.

## Pregled priče
David "Dave" Garver (Eastwood) je radijski DJ koji se nađe na meti Evelyn Draper, opsjednute obožavateljice (Jessica Walter). Donna Mills glumi njegovu povremenu djevojku, Tobie Williams. Originalni naslov filma potječe iz Draperine navike nazivanja Garverove radijske emisije i traženja od njega da joj pusti klasičnu baladu Errolla Garnera, "Misty".
Film je bio inspiracija za kasnije trilere kao što je Fatalna privlačnost, pogotovo one sa ženskim antagonistima. Poznat je i po lokacijskom snimanju, najviše u području Carmel-by-the-Sea u Kaliforniji, gdje je Eastwood imao kuću i gdje je 1986. izabran za gradonačelnika. Neke scene su snimljene na Monterey Jazz Festivalu u rujnu 1970., na kojem je nastupio i Johnny Otis.

## Likovi
- David "Dave" Garver - Radijski DJ koji se nađe u teškoj situaciji kad mu u život uđe Evelyn Draper.
- Evelyn Draper - Daveova obožavateljica koja ulazi u njegov život i pokuša ga prisiliti da mu postane djevojka. Uvijek ga traži da joj pusti pjesmu "Misty". Evelyn mijenja ime u Annabel kako bi postala Tobiena cimerica i uzeti je za taokinju. Evelyn uzima ime iz pjesme "Annabel Lee" Edgara Allana Poea. Dave shvati "Annabelin" identitet nakon što je pročitao "Annabel Lee"; nakon toga naziva Tobie kako bi je upozorio da joj je cimerica zapravo Evelyn, ali dobiva Evelyn koja ga "poziva" u Tobienu kuću.
- Tobie Williams - Daveova povremena djevojka.
- Narednik McCallum - Policajac u Daveovu gradu koji mu pomaže da se izvuče iz Evelynina stiska.
- Birdie - Daveova kućepaziteljica koja stradava od Evelynina gnjeva. Birdie biva ranjena nakon što je ubodena nekoliko puta.

## Glumci
- Clint Eastwood - Dave
- Jessica Walter - Evelyn
- Donna Mills - Tobie
- John Larch - Narednik McCallum
- Jack Ging - Frank
- Irene Hervey - Madge
- James McEachin - Al Monte
- Clarice Taylor - Birdie
- Don Siegel - Murphy (kao Donald Siegel)
- George Fargo - Čovjek
- Mervin W. Frates - Locksmith
- Tim Frawley - Zamjenik šerifa
- Otis Kadani - Policajac
- Brit Lind - Anjelica

## Zanimljivosti
- Barmena glumi Don Siegel, Eastwoodov prijatelj i redatelj filmova kao što je Prljavi Harry.
- Jeza u noći je film koji se prikazuje u kinu na početku Prljavog Harryja.
- Jeza u noći je bila na 26. mjestu na Bravovoj ljestvici 30 najstrašnijih filmskih trenutaka.
- Radnja filma je prerađena za epizodu "Fatal Charm" iz treće sezone serije Starsky i Hutch, u kojoj žena postane opsjednuta detektivom Kenom Hutchinsonom (David Soul).
- U videoigri Grand Theft Auto III, prva misija zove se "Drive Misty For Me".

## Vanjske poveznice
- Jeza u noći u internetskoj bazi filmova IMDb-a